# Лал, Раттан
Раттан Лал (англ. Rattan Lal; род. 5 сентября 1944, Пенджаб, Британская Индия) — американский учёный-почвовед индийского происхождения.
Заслуженный Университетский профессор Университета штата Огайо, фелло National Academy of Agricultural Sciences Индии (1998) и TWAS (1992). Лауреат премии Японии (2019) и World Food Prize (2020). Его работы посвящены возможностям почв способствовать разрешению таких глобальных проблем, как изменение климата, продовольственная безопасность и качество воды.

Здоровье почвы, растений, животных, людей и экосистем едино и неделимо.
Оригинальный текст (англ.)I strongly believe that health of soil, plants, animals, people and ecosystems are one and indivisible

## Биография
Индиец. В 1948 году, когда ему было пять лет, его семья бежала из Пакистана в Индию. Окончил Punjab Agricultural University (бакалавр агрикультуры, 1963). В 1965 году получил степень магистра по почвам в Indian Agricultural Research Institute, а в 1968 году — доктора философии по ним же в Университете штата Огайо (США), в том же году был принят в Sigma Xi. В 1968-1969 годах исследовательский фелло Сиднейского университета (Австралия). С 1970 по 1987 год работал в International Institute of Tropical Agriculture (Ибадан, Нигерия), до 1984 года как специалист по физике почв. С 1987 года в Университете штата Огайо: первоначально ассоциированный профессор, с 1989 года профессор, с 2011 года заслуженный Университетский профессор. В 2000 году основал CMSC (Carbon Management and Sequestration Center), директором которого ныне является. Также с 2009 года профессор Исландского университета в Рейкьявике. Фелло Американской ассоциации содействия развитию науки (1996). Почётный член ISSS (2012). Подготовил многих учеников.
В 2017—2018 годах — президент Международного союза почвоведов. В 2006—2007 годах — президент Soil Science Society of America.
Опубликовал более 2 тыс. работ, в том числе 22 книги. Его h-индекс > 100. Автор трудов, охватывающих тематику от почвенных экосистем и влияния систем обработки почвы до глобальной продовольственной безопасности и поглощения углерода в почве.

## Награды и отличия
- Dedicated Service Award, International Institute of Tropical Agriculture[англ.] (1987)
- International Soil Science Award, Soil Science Society of America[англ.] (1988)
- Distinguished Scholar Award Университета штата Огайо (1994)
- International Agronomy Award, American Society of Agronomy[англ.] (1995)
- Hugh Hammond Bennett Award, Soil and Water Conservation Society[англ.] (1998)
- Borlaug Award[англ.] (2005)
- IUSS Von Liebig Award (2006, первый удостоенный)
- Thomson Reuters Highly Cited Researcher (2014, 2015, 2016)
- Atlas Award (2016)
- World Agriculture Prize, GCHERA (2018)[2][3]
- Glinka World Soil Prize[англ.] (2018)[4]
- Премия Японии (2019)[5]
- World Food Prize (2020)

Почётный доктор пяти университетов (Индии, Норвегии, Молдовы, Германии и Испании).